# لیسا دالکویست
لیسا دالکویست (سوئدی: Lisa Dahlkvist؛ زادهٔ ۶ فوریهٔ ۱۹۸۷) بازیکن فوتبال اهل سوئد است.

## باشگاهی
از باشگاه‌هایی که در آن بازی کرده‌است می‌توان به اومئا آی‌کی، تیرسو اف‌اف و باشگاه فوتبال کیف اوربرو دی اف اف، باشگاه فوتبال پاری سن ژرمن اشاره کرد.

## تیم ملی
وی همچنین در تیم ملی فوتبال زنان سوئد بازی کرده‌است.
وی در مسابقات کشوری و بین‌المللی در مجموع برندهٔ ۱ مدال نقره شده‌است.